# Letnie Grand Prix w kombinacji norweskiej 2022
Letnie Grand Prix w kombinacji norweskiej 2022 – dwudziesta piąta edycja cyklu Letniej Grand Prix w kombinacji norweskiej. Sezon składał się z 5 konkursów (4 indywidualnych i 1 sztafety mieszanej). Rywalizacja rozpoczęła się 27 sierpnia 2022 w Oberwiesenthal, a finałowe zawody odbyły się 4 września 2022 w Tschagguns. Zwycięzcą poprzedniej edycji był Fin Ilkka Herola. 
W tym sezonie ponownie najlepszy okazał się Fin Ilkka Herola, drugie miejsce zajął Austriak Franz-Josef Rehrl, a trzecią lokatę wywalczył jego rodak Stefan Rettenegger. Podobnie jak w poprzednich sezonach zwycięzcą LGP 2022 zgodnie z regulaminem mógł zostać jedynie zawodnik, który wystartował we wszystkich zawodach.

## Kalendarz i wyniki
| Lp | Data             | Miejscowość    | Konkurencja           | 1. miejsce                                                                   | 2. miejsce                                                              | 3. miejsce                                                           |
| -- | ---------------- | -------------- | --------------------- | ---------------------------------------------------------------------------- | ----------------------------------------------------------------------- | -------------------------------------------------------------------- |
| 1. | 27 sierpnia 2022 | Oberwiesenthal | HS105/4x5 km          | Niemcy I Julian Schmid · Jenny Nowak · Nathalie Armbruster · Johannes Rydzek | Włochy Samuel Costa · Annika Sieff · Daniela Dejori · Domenico Mariotti | Austria Philipp Orter · Lisa Hirner · Annalena Slamik · Martin Fritz |
| 2. | 28 sierpnia 2022 | Oberwiesenthal | Gundersen HS105/10 km | Ilkka Herola                                                                 | Johannes Rydzek                                                         | Franz-Josef Rehrl                                                    |
| 3. | 31 sierpnia 2022 | Oberstdorf     | Gundersen HS137/10 km | Franz-Josef Rehrl                                                            | Ryōta Yamamoto                                                          | Eero Hirvonen                                                        |
| 4. | 3 września 2022  | Tschagguns     | Gundersen HS108/10 km | Jens Lurås Oftebro                                                           | Ilkka Herola                                                            | Martin Fritz                                                         |
| 5. | 4 września 2022  | Tschagguns     | Gundersen HS108/10 km | Eero Hirvonen                                                                | Stefan Rettenegger                                                      | Laurent Muhlethaler                                                  |

## Klasyfikacja generalna
| M.  | Zawodnik             | Punkty |
| --- | -------------------- | ------ |
| 1.  | Ilkka Herola         | 241    |
| 2.  | Franz-Josef Rehrl    | 187    |
| 3.  | Stefan Rettenegger   | 170    |
| 4.  | Martin Fritz         | 164    |
| 5.  | Laurent Muhlethaler  | 161    |
| 6.  | Mattéo Baud          | 80     |
| 7.  | Samuel Costa         | 79     |
| 8.  | Raffaele Buzzi       | 65     |
| 9.  | Antoine Gérard       | 44     |
| 10. | Jared Shumate        | 42     |
| 11. | Manuel Einkemmer     | 41     |
| 12. | Gaël Blondeau        | 37     |
| 13. | Thomas Rettenegger   | 32     |
| 14. | Philipp Orter        | 30     |
| 15. | Andrzej Szczechowicz | 20     |
| 16. | Gašper Brecl         | 17     |
| 17. | Iacopo Bortolas      | 13     |
| 18. | Wendelin Thannheimer | 13     |
| 19. | Dmytro Mazurczuk     | 6      |
| 20. | Otto Niittykoski     | 3      |
| 21. | Domenico Mariotti    | 2      |

## Klasyfikacja Pucharu Narodów
| M.  | Drużyna           | Punkty |
| --- | ----------------- | ------ |
| 1.  | Austria           | 693    |
| 2.  | Niemcy            | 591    |
| 3.  | Finlandia         | 583    |
| 4.  | Włochy            | 334    |
| 5.  | Francja           | 313    |
| 6.  | Norwegia          | 283    |
| 7.  | Stany Zjednoczone | 167    |
| 8.  | Japonia           | 163    |
| 9.  | Słowenia          | 117    |
| 10. | Estonia           | 66     |
| 11. | Czechy            | 65     |
| 12. | Polska            | 20     |
| 13. | Ukraina           | 6      |